# Crataegus fecunda
Crataegus fecunda — вид рослин із родини трояндових (Rosaceae).

## Біоморфологічна характеристика
Це дерево заввишки 60–80 дм. Стовбури до 3 дм у діаметрі. Гілочки молоді від темно-зелених до помаранчевих, блискучі, ворсисті, 1-річні оранжево-коричневі, старші попелясто-сірі; колючки на гілочках від ± прямих до вигнутих, однорічні каштанові або чорно-коричневі, тонкі, 5–6.5 см. Листки: ніжка листка 13–20 мм, 26–31% довжини пластини, ворсинчаста, часто розсіяно темно-залозиста; пластина блідо-жовто-зелена, у дозріванні темно-зелена, з осені червона, довгасто-зворотно-яйцювата чи широко-яйцеподібна, 5–6.5 см, тонка і жорстка, часточок 0, краю зазвичай подвійні, грубо-пилчасті (крім проксимального), верхівка гостра, рідко закруглена, коротко загострена. Суцвіття 6–17-квіткові. Квітки 18 мм у діаметрі; чашолистки коротші за пелюстки, краї залозисті, верхівка загострена, пиляки темно-пурпурні. Яблука тьмяно-оранжево-червоні, від коротко-довгастих до субокруглих, 13 мм у діаметрі, рідко волохаті до майже повної зрілості, м'якуш блідо-зелений, товстий, жорсткий, сухий, солодкий; кісточок 2 чи 3. Цвітіння: квітень; плодоношення: вересень і жовтень.

## Середовище проживання
Зростав у сх.-цн. США — Арканзас, Іллінойс, Кентуккі, Міссурі. Ріс у ярах, чагарниках, багатих відкритих лісах, біля струмків; на висотах 50–200 метрів. Мабуть, його не бачили в дикій природі з 1930-х років, що є прикладом скорочення раніше добре задокументованих таксонів, деякі з яких, здається, вимерли.